# Chris Smalling
Christopher Lloyd "Chris" Smalling, född den 22 november 1989 i Greenwich, London, är en engelsk fotbollsspelare som spelar som mittback för Roma.

## Klubbkarriär
Smalling kom till Manchester United den 7 juli 2010. Han debuterade mot Chelsea i Community Shield den 8 augusti 2010.
Den 30 augusti 2019 lånades Smalling ut till Roma på ett låneavtal över säsongen 2019/2020. Den 5 oktober 2020 värvades Smalling av Roma, där han skrev på ett treårskontrakt.

## Landslagskarriär
Den 12 maj 2014 blev Smalling uttagen i Englands trupp till fotbolls-VM 2014 av förbundskaptenen Roy Hodgson.